# Paepalanthus plagiostigma
Paepalanthus plagiostigma är en gräsväxtart som beskrevs av Silveira. Paepalanthus plagiostigma ingår i släktet Paepalanthus och familjen Eriocaulaceae. Inga underarter finns listade i Catalogue of Life.